# 4173 Thicksten
A 4173 Thicksten (ideiglenes jelöléssel 1982 KG1) a Naprendszer kisbolygóövében található aszteroida. Carolyn Shoemaker fedezte fel 1982. május 27-én.